# Xuất huyết nội sọ

## Nguyên nhân
Xuất huyết não hay còn gọi là xuất huyết nội sọ (ICH), là một loại đột quỵ xảy ra khi máu đột nhiên tràn vào mô não, dẫn đến tổn thương não. Khi máu từ tổn thương kích thích các mô não sẽ gây ra phù não, máu tập trung thành một khối gọi là tụ máu. Tình trạng này làm tăng áp lực lên các mô xung quanh và giết chết các tế bào não.
Hiện tượng chảy máu có thể xảy ra bên trong, giữa và màng bao bọc não, giữa các lớp màng não hay giữa hộp sọ và phần bao ngoài của não.
Sau đó bệnh nhân ngủ lịm hoặc mê sảng. Lâm sàng thường gặp 2 thể: chảy máu nhu mô và chảy máu dưới màng nhện.
Phân biệt chảy máu nhu mô não và chảy máu dưới màng nhện
– Chảy máu nhu mô:
Thường gặp ở những người 45 – 50 tuổi. Dấu hiệu bắt đầu là đau đầu nhiều, đau đột ngột hay xảy ra ban ngày sau một gắng sức thể lực, tinh thần. Bệnh nhân có biểu hiện của rối loạn ý thức, thường suy giảm ý thức nhanh chóng cho đến hôn mê. Đau đầu mức độ bình thường nhưng 70 – 80% bệnh nhân có nôn. Nhịp thở không đều, thở ngáy, mạch nhanh, huyết áp tăng. Trên phim Xquang, siêu âm thấy bờ tim giãn.
– Chảy máu dưới màng nhện:
Thường gặp ở những người 20 – 40 tuổi. Dấu hiệu bắt đầu là đau đầu thoáng qua; thường phát đột ngột kèm theo cảm thấy có cú đánh trong đầu, có biểu hiện thay đổi ý thức. Đau đầu thường không dữ dội, có thể có nôn (dưới 50%). Người bệnh thở kiểu cheynstokes, mạch nhanh có khi tới 100 lần/phút. Nghe tim không thấy gì đặc biệt. Huyết áp có hoặc không đo được.
Triệu chứng bệnh xuất huyết não (xuất huyết nội sọ)
Triệu chứng của xuất huyết nội sọ thường đội ngột với mức đau đầu dữ dội, nôn hoặc buồn nôn, rối loạn cảm giác nửa người hoặc dấu hiệu liệt rõ rệt nửa người; mất ý thức và hôn mê.
Triệu chứng nổi bật đầu tiên và thường gặp nhất của xuất huyết dưới màng nhện là nhức đầu dữ dội. Lúc đầu đau khu trú, sau đau lan toả nhanh do chảy máu lan rộng vào khoang dưới nhện. Sau nhức đầu, bệnh nhân có thể mất ý thức. Nếu xuất huyết không, lan rộng, bệnh nhân có thể ý thức trở lại trong vài phút đến vài giờ.
Triệu chứng cứng gáy thường đi kèm với các dấu hiệu khác như: Hai đồng tử không đều nhau, rối loạn hoạt động cơ mắt một bên, liệt nửa người, thay đổi, rối loạn cảm giác, yếu nửa người. Tóm lại, triệu chứng xuất hiện tùy thuộc vào vị trí của xuất huyết.
Trong xuất huyết nội sọ, phần lớn có huyết áp tăng vì bản thân bệnh nhân đã có tăng huyết áp. Khi xuất huyết nội sọ gây ra tăng áp lực nội sọ từ đó cũng gây tăng huyết áp.
Nguyên nhân gây ra bệnh xuất huyết não
– Tăng huyết áp:
Tình trạng mạn tính này làm suy yếu thành mạch máu. Nếu không điều trị, tăng huyết áp có thể dẫn đến xuất huyết não.
– Chứng phình động mạch:
Đây là sự suy yếu thành mạch máu, có thể vỡ và chảy máu vào não, dẫn đến đột quỵ.
– Mạch máu bất thường (dị dạng động tĩnh mạch):
Sự suy yếu các mạch máu trong và xung quanh não có thể xuất hiện lúc mới sinh và chỉ có thể chẩn đoán được khi bệnh xuất hiện triệu chứng.
– Chấn thương đầu:
Chấn thương là nguyên nhân phổ biến nhất gây chảy máu trong não ở những người dưới 50 tuổi.
– Bệnh mạch máu dạng bột:
Đây là sự bất thường của các thành mạch máu, đôi khi xảy ra cùng với sự lão hóa và tăng huyết áp. Tình trạng này có thể gây ra các vi xuất huyết khó nhận biết trước khi gây ra xuất huyết nặng.
– Rối loạn đông máu:
Hemophilia và bệnh hồng cầu hình liềm có thể làm giảm số lượng tiểu huyết cầu.
– Bệnh gan:
Tình trạng này có liên quan đến chảy máu nghiêm trọng nói chung.
– U não.
– Rối loạn đông máu:
Hemophilia và bệnh hồng cầu hình liềm có thể làm giảm số lượng tiểu huyết cầu.
Diễn biến của bệnh xuất huyết nội sọ
– Diễn biến bên trong: khi xảy ra sự vỡ động mạch não, máu động mạch bị đẩy mạnh ra mô (tổ chức) não ở xung quanh, thành ổ chảy máu đường kính thường lớn hơn 1,5 cm ở thân não và hơn 3 cm nếu ở đại não. Máu đông lại thành cục máu tụ. Khi có máu tụ sẽ gây ra những tác hại như: choán chỗ và chèn ép những vùng não lân cận làm hoại tử hoặc thiếu máu cục bộ mô não, có thể cả một số nhân não hệ trọng; làm phát triển trạng thái phù trong mô não; tiếp tục lấn chiếm và choán chỗ những khu vực trống, dễ xâm nhập, có thể đến tận vùng nền não thất IV, có nhiều trung tâm của các chức năng quan trọng cho sinh mạng.
– Biểu hiện bên ngoài (lâm sàng) của xuất huyết não là đột qụy như: đang đi hoặc đang làm gì đó bỗng nhiên nhức đầu dữ dội, thường lấy tay ôm đầu, bủn rủn chân tay và ngã chúi xuống một bên; tự nhiên nói khó hẳn đi hoặc cấm khẩu; cả một tay và một chân cùng bên tự nhiên yếu hơn rồi bại dần hoặc nặng hơn thì liệt hẳn (bán thân bất toại) kèm theo liệt nửa mặt, vật vã, đái dầm, đại tiện không tự chủ, tăng tiết đờm dãi và mồ hôi (bên liệt), nhịp thở không đều, rối loạn nhịp tim và huyết áp, sốt. Tri giác vẫn còn hoặc lú lẫn (bất tỉnh nhân sự) ở 50%, hoặc hôn mê sâu ở 25%, hoặc xen kẽ lúc tỉnh lúc mê ở 25%. Bệnh kéo dài. Còn nếu như hồi phục nhanh chóng hoặc hoàn toàn thì không phải xuất huyết não mà chỉ là có thắt mạch mão – là hội chứng thiếu máu cục bộ não thoảng qua.
Chẩn đoán bệnh xuất huyết não (xuất huyết nồi sọ)
Chẩn đoán xuất huyết não được xác định bằng chọc tủy có hồng cầu và khi quay ly tâm dịch não tủy có dịch hồng nổi trên mặt do oxy-hemoglobin và dịch này cho phản ứng với đặc hiệu, Sau 24 giờ dịch não tủy có màu vàng đặc hiệu (Xanthocromic).
Xét nghiệm máu thấy tăng bạch cầu. Nước tiểu có đạm và đường niệu thoảng qua.
Nếu nghi ngờ võ túi phình mạch máu gây xuất huyết nội sọ thì phải chụp động mạch, Chụp cắt lớp vi tính C.T. Scaner.
Điện tâm đồ có sóng T đảo ngược khổng lồ sóng u dương, khoảng QT kéo dài và nhịp xoang chậm – thường gặp ở bệnh nhân có xuất huyết nội sọ đặc biệt là xuất huyết dưới màng nhện.
Chảy máu não (hay xuất huyết não) chiếm 40% tai biến mạch máu não. Riêng số liệu của Nhật Bản và Việt Nam thì xuất huyết não lại vượt trên 50% tai biến mạch máu não. Đó chưa nói xuất huyết não hệ trọng hơn cả trong tai biến mạch máu não vì tử vong cao gấp đôi. Xuất huyết não gặp ở nam nhiều hơn nữ. Tuổi trung bình bị xuất huyết não là 55 tuổi.